# Estación Universidad Técnica Santa María
Véase también Estación Universidad Técnica Federico Santa María
Universidad Técnica Santa María (UT Sta María) es parte de la primera generación de estaciones del Biotrén perteneciente a la comuna de Talcahuano. Esta estación constituía la continuadora de la Estación Los Perales.
Estaba ubicada 200 m al norte del sitio donde actualmente se enclava la Estación Universidad Técnica Federico Santa María del Biotrén. Esta última está ubicada en el mismo lugar donde estaba la estación Los Perales. La ubicación de su boletería estaba en calle 3 Oriente con calle San Miguel, a un costado de Avenida Arteaga Alemparte y a 200 m de la Universidad Técnica Federico Santa María (Sede Concepción), a 150 m del Banco del Estado de Chile (Sucursal Talcahuano Esmeralda) y a 400 m del Club Hípico de Concepción. En abril de 2006 se eliminaron los andenes, refugios, boleterías y confinamiento. 
- Datos: Q5845268